# 비야베르데
비야베르데(스페인어: Villaverde)는 스페인 마드리드의 행정구 중 하나이다.

## 지역

비야베르데

비야베르데는 5개의 다음과 같은 지구가 있다.
- 부타르케
- 로스앙헬레스
- 로스로살레스
- 산크리스토발데로스앙헬레스
- 비야베르데알토